# Lawrence Summers
Pour les articles homonymes, voir Summers.
Lawrence Henry Summers, né le 30 novembre 1954 à New Haven (Connecticut), est un économiste et homme politique américain. Après avoir présidé l'université Harvard entre 2001 et 2006, il fut nommé « Charles W. Eliot University Professor », et il dirige actuellement le centre Mossavar-Rahmani pour business et gouvernement chez la John F. Kennedy School of Government. Son apport dans plusieurs domaines en sciences économiques lui valut la médaille John-Bates-Clark, en 1993.
Membre du Parti démocrate, il est secrétaire au Trésor entre 1999 et 2001 dans l'administration du président Bill Clinton. Membre de l'équipe de transition du président élu Barack Obama, ce dernier l'a choisi pour diriger le Conseil économique national, un organe du Bureau exécutif du président des États-Unis, fonction qu'il occupe entre 2009 et 2010.
Selon RePEc, Larry Summers a publié plus de 130 articles dans des revues à comité de lecture. Il totalise près de 18 000 citations et son indice h est de 62,. La revue dans laquelle il a le plus publié (18 articles) est l'American Economic Review. Il fait partie du top 30 des économistes les plus cités au monde.
Larry Summers est également éditorialiste au Washington Post.

## Vie personnelle et études
Né dans une famille juive, Lawrence Summers est le fils de deux économistes, Robert Summers et Anita Summers – tous deux professeurs à l'université de Pennsylvanie – et le neveu de deux lauréats du prix Nobel d'économie : Paul Samuelson, frère de son père Robert Summers (qui avait suivi l'exemple d'un frère ainé ayant changé son nom de famille de Samuelson en Summers) et Kenneth Arrow, frère de sa mère Anita Summers. Il passe la plus grande partie de sa jeunesse à Penn Valley en Pennsylvanie, une banlieue de Philadelphie.
À l'âge de 16 ans, il entre au Massachusetts Institute of Technology, pour étudier la physique mais change très vite pour passer à l'économie. Il est aussi un membre actif de l'équipe de débat du MIT. Il part ensuite à l'université Harvard, où il rédige une thèse d'économie sous la direction de Martin Feldstein. C'est là qu'il a professé ainsi qu'au MIT. En 1983, à l'âge de 28 ans, il est l'un des plus jeunes professeurs de l'histoire de Harvard.
Il est père de trois enfants (des jumelles, Ruth et Pamela et un fils Harry) avec sa première femme, Victoria Perry. En décembre 2005, Summers s'est remarié à la professeure d'anglais Elisa New.

## Carrière

### Au sein du monde académique

#### Contributions universitaires
En tant que chercheur, Lawrence Summers a apporté des contributions importantes dans plusieurs domaines de l'économie, principalement en économie du travail, économie financière, finances publiques et en macroéconomie. Il a également travaillé sur la démographie, l'économie du développement, l'économie internationale et l'histoire économique. Ses études ont généralement un caractère empirique.
En 1987, il est le premier dans les sciences sociales à être récipiendaire du Alan T. Waterman Award de la National Science Foundation. Il est également membre de l'Académie nationale des sciences.
À la mort de l'économiste libéral Milton Friedman, il a écrit un éditorial dans le New York Times, intitulé « The Great Liberator » (« Le Grand Libérateur »), dans lequel il soutient qu'« honnêtement, nous devons tous admettre que nous sommes maintenant tous des friedmaniens , en ce sens qu'il (Milton Friedman) nous a montré l'importance du marché. »

#### Controverses et conflits
Avec Jeffrey Sachs, Anatoli Tchoubaïs, Andrei Shleifer, et autres économistes et hommes d'affaires, Summers dirige la privatisation de l'économie russe suivant la dislocation de l'URSS. Summers promeut la thérapie de choc et exerce son influence chez la Banque mondiale et le Fonds monétaire international pour l'octroi des emprunts énormes aux anciennes républiques soviétiques,. Comme président de Harvard, Summers protège Schleifer pendant une controverse en matière de ses profits illégitimes tirés de la privatisation.
Il doit démissionner de la National Academy of Science en juillet 2006 après avoir tenu une longue série de propos polémiques sur plusieurs sujets controversés, l'homme ayant la réputation de dire crument ce qu'il pense. Il a ainsi déclaré :
« Les pays sous-peuplés d’Afrique sont largement sous-pollués. La qualité de l’air y est d’un niveau inutilement élevé par rapport à Los Angeles ou Mexico […] Il faut encourager une migration plus importante des industries polluantes vers les pays les moins avancés […] et se préoccuper davantage d’un facteur aggravant les risques d’un cancer de la prostate dans un pays où les gens vivent assez vieux pour avoir cette maladie, que dans un autre pays où deux cents enfants sur mille meurent avant d’avoir l’âge de cinq ans. […] Le calcul du coût d’une pollution dangereuse pour la santé dépend des profits absorbés par l’accroissement de la morbidité et de la mortalité. De ce point de vue, une certaine dose de pollution devrait exister dans les pays où ce coût est le plus faible, autrement dit où les salaires sont les plus bas. Je pense que la logique économique qui veut que des masses de déchets toxiques soient déversées là où les salaires sont les plus faibles est imparable ».
Lawrence Summers a également déclaré : « il vaut mieux que les enfants asiatiques travaillent dans les usines textiles plutôt qu'ils se prostituent ».

### Propos sur la représentation des femmes dans les milieux académiques
En 2005, Laurence Summers fait état d'opinions sur les capacités intellectuelles des femmes qui soulèvent un tollé dans les milieux universitaires et dans les médias. Selon Catherine Vidal il déclare 
« le faible nombre de femmes dans les disciplines scientifiques s’explique en partie par leur incapacité innée à réussir dans ces domaines »,.
Ses propos exprimant l'idée que les femmes sont moins douées intrinsèquement que les hommes en mathématiques l'obligent finalement à démissionner de la présidence de l'université Harvard en 2006. Un débat retransmis sur Youtube sur cette controverse a lieu entre Elizabeth Spelke, qui s'oppose aux déclarations de Summers, et Steven Pinker,.

### Dans la politique et le sillage des institutions internationales
Lawrence Summers fait partie de l'équipe du Conseil de conseillers économiques du président Ronald Reagan de 1982 à 1983. Il sert également de conseiller économique lors de la campagne présidentielle de 1988 du candidat démocrate Michael Dukakis.
Il quitte Harvard en 1991 et devient chef économiste de la Banque mondiale jusqu'en 1993, où il est nommé sous-secrétaire pour les Affaires internationales du département du Trésor sous l'administration Bill Clinton. En 1995, il est nommé secrétaire-adjoint au Trésor sous Robert Rubin, son mentor politique de longue date. Il lui succède comme secrétaire au Trésor en 1999.
En 1998, avec Alan Greenspan et le secrétaire au Trésor Robert Rubin, il convainc la Commodity Futures Trading Commission (CFTC) d'abandonner toutes les barrières qui « entravaient » le marché des dérivés de crédits vendus de gré à gré. Cette décision sera analysée comme portant une responsabilité majeure dans le développement du Shadow Banking dans les années 2000.
Avec la même « troïka », il pousse à l'adoption de la Gramm-Leach-Bliley Act Financial Services Modernization Act de 1999 qui met en place les services de banques universelles, rompant la séparation traditionnelle entre banque de dépôt et banque d'investissement, en opposition avec les leçons tirées de la crise de 1929.
Il quitte le Trésor à la fin de l'administration Clinton en janvier 2001 et retourne à Harvard où il est nommé en juillet 27e président de l'université.
En 2006, il fait partie du petit groupe de personnalités chargées se superviser les travaux de la Conférence des Nations unies sur le commerce et le développement.
Il perçoit une rémunération de 5,2 millions de dollars entre 2008 et 2009 du fonds spéculatif D. E. Shaw et reçoit par ailleurs jusqu’à 135 000 dollars pour ses conférences, généralement organisées par des sociétés financières. Il collabore également au Financial Times.
Membre de l'équipe de transition du président-élu Barack Obama, il devient en janvier 2009 le chef du Conseil économique national.
Il a cependant annoncé mettre fin à sa fonction au sein de ce conseil à la suite d'une opposition à la politique économique menée par Barack Obama le 21 septembre 2010 afin de retourner enseigner à Harvard et d'en intégrer l'équipe dirigeante.
Il était l'un des candidats pressentis pour être le successeur de Ben Bernanke à le tête de la Réserve fédérale des États-Unis en janvier 2014, mais ce choix suscite les critiques d'élus démocrates et de centaines d'économistes, qui lui reprochent ses liens avec Wall Street et son implication dans l'abrogation en 1999 de la loi Glass-Steagall de 1933 (une des causes de la crise financière de 2008), laquelle obligeait les banques à séparer leurs activités d'investissements de celles de banque commerciale. C'est finalement Janet Yellen qui est nommée.
Il participe à la réunion du Groupe Bilderberg de 2017.

## Avis sur la mondialisation
Il écrit au sujet des effets du libre-échange : « je reconnais que les tendances mondiales et les nouvelles études montrent que l'impact du commerce sur les salaires est beaucoup plus marqué qu'il y a dix ans ».
Pourtant même s'il reconnait que le libre échange est nocif pour la classe moyenne américaine, il conseille aux États-Unis de ne pas protéger leur économie (via des mesures protectionnistes) et de poursuivre cette politique à leur détriment et pour le bénéfice des autres pays. Selon lui, protéger l'économie reviendrait à empêcher les autres de croître : « Le véritable choix stratégique auquel les Américains doivent faire face est de savoir si l'objectif de leurs politiques est de voir les économies du reste du monde croître et prospérer. Ou bien, les États-Unis veulent-ils empêcher le reste du monde de le menacer en ralentissant la croissance mondiale et en empêchant les produits et les gens d' y accéder? »

## Publications
- (en) Lawrence H. Summers, Understanding Unemployment, Cambridge, The MIT Press, 1990, 360 p. (ISBN 0-262-19265-9)
- (en) Lawrence H. Summers, « Why Is the Unemployment Rate So Very High Near Full Employment? », Brookings Papers on Economic Activity, vol. 2,‎ 1986, p. 339–383
- (en) Lawrence H. Summers et Kim B. Clark, « Labor Market Dynamics and Unemployment: A Reconsideration », Brookings Papers on Economic Activity, vol. 1,‎ 1979, p. 13–60

## Distinctions

### Prix
- 1987 : Alan T. Waterman Award (en)[19]
- 1993 : Médaille John-Bates-Clark[20]
- 2000 : Golden Plate Award[21]
- 2009 : Prix Adam Smith (de)
- 2011 : Global Economy Prize (de)

### Société savantes
- 1985 : Membre de la Société d'économétrie[22]
- 1987 : Membre de l'Académie américaine des arts et des sciences[23]

### Honneurs
- 2007 : Doctorat honoris causa de l'université Harvard[24]

### Sources
- Lawrence Summers, Note interne de la Banque Mondiale, 12 décembre 1991. Extraits cités par The Economist, 8 février 1992, et par Financial Times, 10 février 1992, reproduits dans Courrier international, no 68, 20 février 1992. Repris par E. Fottorino, « L’écologie pour le développement », Le Monde, 19 mai 1992